# Stenia mallaleuca
Stenia mallaleuca là một loài bướm đêm trong họ Crambidae.